# Saison 2018 des White Sox de Chicago
La saison 2018 des White Sox de Chicago est la 118e saison en Ligue majeure de baseball pour cette franchise. 

## Saison régulière
La saison régulière de 162 matchs des White Sox débute le 29 mars par une visite aux Royals de Kansas City et se termine le 30 septembre suivant. Le match local d'ouverture à Chicago est programmé pour le 5 avril face aux Tigers de Détroit.

### Classement
| Ligue américaine division Centrale | V  | D   | %    | Diff. | Diff. (élim.) |
| ---------------------------------- | -- | --- | ---- | ----- | ------------- |
| Indians de Cleveland               | 91 | 71  | ,562 | -     | -             |
| Twins du Minnesota                 | 78 | 84  | ,481 | 13    | -             |
| Tigers de Détroit                  | 64 | 98  | ,395 | 27    | -             |
| White Sox de Chicago               | 62 | 100 | ,383 | 29    | -             |
| Royals de Kansas City              | 58 | 104 | ,358 | 33    | -             |